# Corte Sgarzerie
Corte Sgarzerie è un complesso monumentale sito nel cuore del centro storico di Verona, a breve distanza da corso Porta Borsari e da piazza delle Erbe, composto dall'omonima piazzetta, da una loggia basso medievale e dal sito archeologico del Capitolium. Si tratta di un luogo profondamente legato alla lavorazione delle lane, come il toponimo stesso attesta: "sgarzarie" è infatti un termine veronese che si riferisce alle "scardasserie" o carderie, luoghi deputati all'attività di cardatura.

## Storia

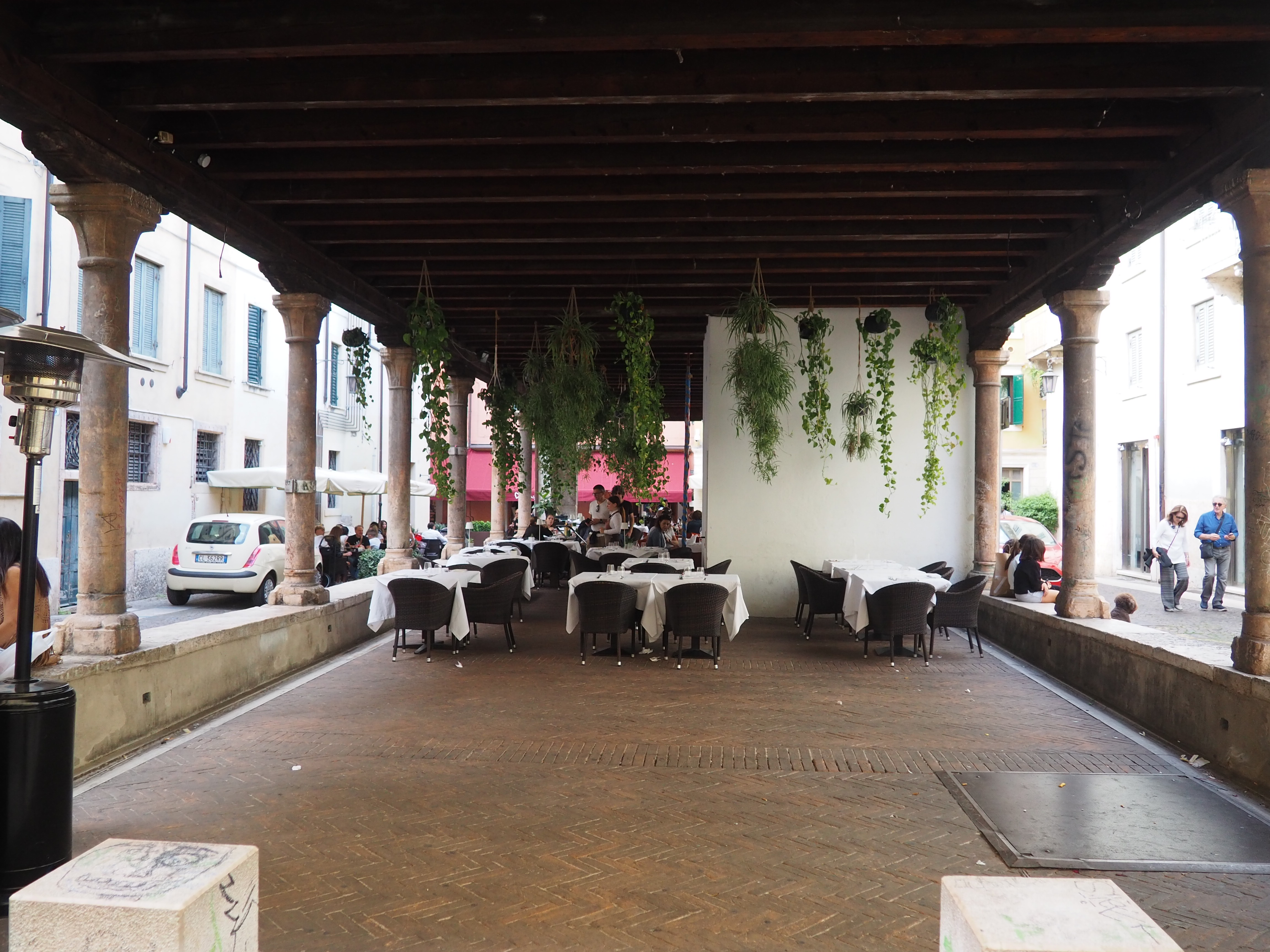
L'interno del loggiato

Nel corso del XIII secolo l'attività dell'industria veronese della lana divenne sempre più significativa, fino al punto che le tecniche di produzione e i prodotti finiti divennero molto ricercati nei diversi mercati dell'Italia settentrionale e centrale.
Durante il principato di Mastino II della Scala l'attività raggiunse ancora più alti livelli di produzione, per cui si presero diversi provvedimenti per meglio organizzare l'intera manifattura, che si stava concentrando in particolare nella corte Sgarzerie. Pertanto, molto probabilmente fu proprio durante il suo governo che venne edificata la cosiddetta loggia del Mangano, che si trova al centro della piazzetta e che ancora oggi la caratterizza: questo loggiato era infatti necessario per dare nuovi spazi ai lavoratori della lana, che sotto di essa potevano misurare, pesare e timbrare i prodotti e mercanteggiare.

## Descrizione

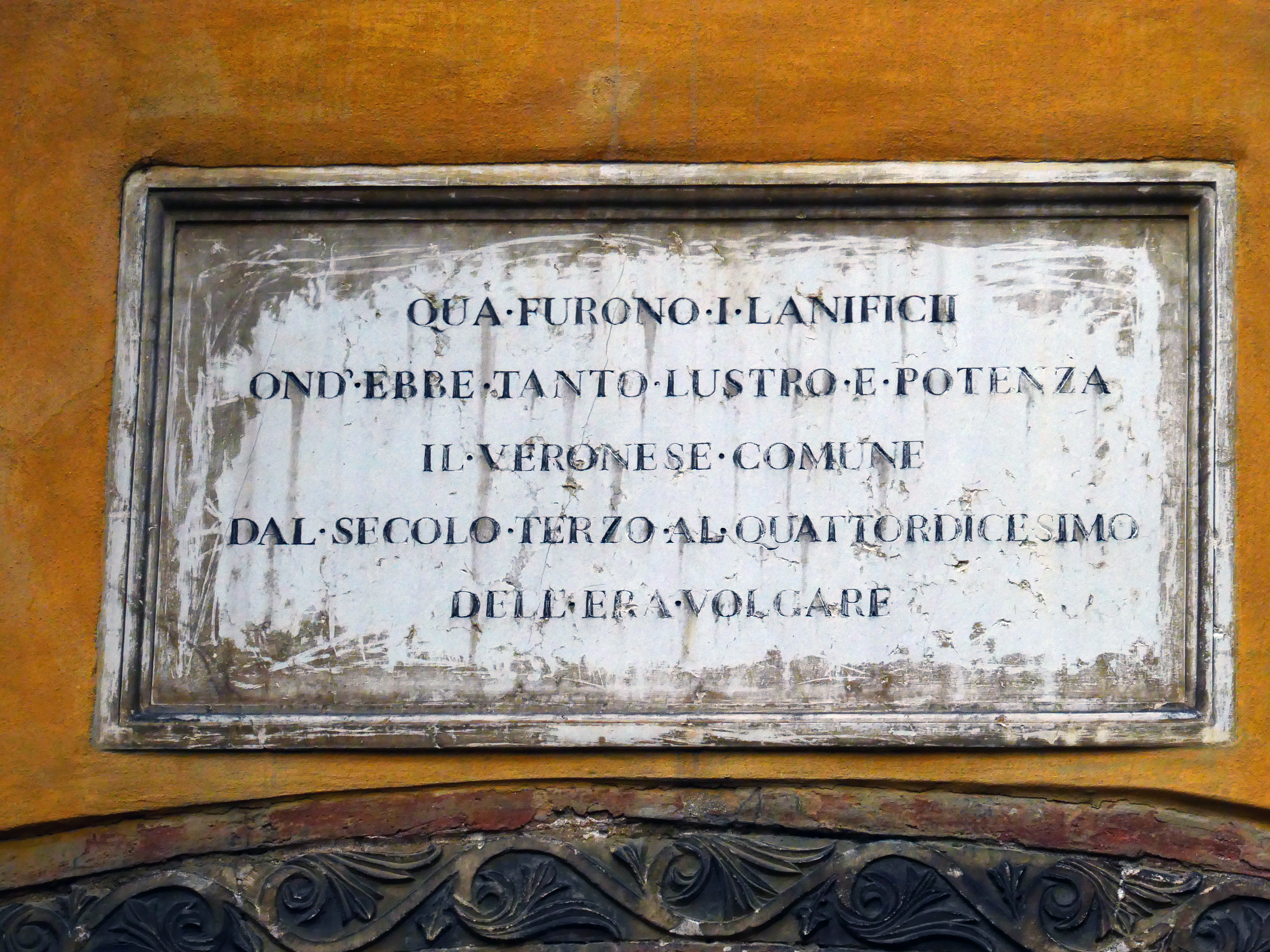
La lapide sull'arco di ingresso alla corte

Un'iscrizione posta sull'arco di ingresso alla corte ricorda l'importanza storica che ebbe questo luogo per la città: «Qui furono i lanifici ond'ebbe tanto lustro e potenza il Veronese Comune dal secolo terzo al quattordicesimo dell'era volgare». Al centro, ad occupare quasi interamente la piccola piazza, si trova la loggia del Mangano, caratterizzata dalle colonne di marmo rosso di Verona che sostengono il piano superiore, suddiviso in vari ambienti attualmente sede di diverse associazioni.

## Area Archeologica
Dalla corte è possibile accedere al sito sotterraneo del Capitolium, tempio principale della Verona romana, dedicato a Giove, Minerva e Giunone. Tra il 1988 e 2004 sotto la loggia è stato effettuato uno scavo archeologico che ha messo in luce un tratto del criptoportico che circondava il tempio su tre lati, oltre ai resti di una ghiacciaia, di un ambiente interrato e le fondazioni di una casa torre medievali.
L'area archeologica di Corte Sgarzerie costituisce l'unico punto di accesso al Capitolium aperto al pubblico.